# Bausch & Lomb Championships 2000
Il  Bausch & Lomb Championships 2000 è stato un torneo di tennis giocato sulla terra verde. È stata la 21ª edizione del torneo, che fa parte della categoria Tier II nell'ambito del WTA Tour 2000. Si è giocato all'Amelia Island Plantation di Amelia Island negli USA dal 10 al 16 aprile 2000.

## Campionesse

### Singolare
Amélie Mauresmo ha battuto in finale  Amanda Coetzer con il punteggio di 6–4, 7–5

### Doppio
Semifinali del doppio cancellate per la pioggia